# Reichsversicherungsanstalt für Angestellte

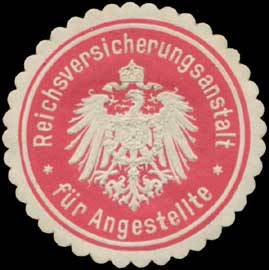
Siegelmarke Reichsversicherungsanstalt
für Angestellte

Die Reichsversicherungsanstalt für Angestellte (RfA) war eine deutsche Körperschaft des öffentlichen Rechts. Sie war von 1912 bis 1945 der Versicherungsträger für die Angestelltenversicherung.

## Geschichte
Mit dem Versicherungsgesetz für Angestellte vom 28. Dezember 1911, das am 1. Januar 1913 in Kraft trat, wurden alle Angestellten mit einem Jahresgehalt bis zu 5.000 Mark der gesetzlichen Versorgungspflicht unterworfen. Das Versorgungssystem, das zuvor den Pensionskassen oblag, wurde von der Reichsversicherungsanstalt für Angestellte übernommen. Die RfA wurde am 22. März 1912 als Trägerin der staatlichen Pflichtversicherung für Angestellte in Berlin eingerichtet. Als Körperschaft des öffentlichen Rechts mit Behördeneigenschaft gehörte sie seit 1919 zum nachgeordneten Bereich des Reichsarbeitsministeriums. 1934 wurde sie dem Reichsversicherungsamt unterstellt und übernahm gleichzeitig die Aufsicht über die aufgehobenen Ersatzkassen für die Krankenversicherung der Angestellten. Bis zum Ende des Zweiten Weltkrieges war sie alleiniger Versicherungsträger der Angestelltenversicherung.
Nach dem Kriegsende wurde die RfA stillgelegt und im Juli 1945 vom Berliner Magistrat unter Treuhandschaft gestellt. Ihre Aufgaben der Angestelltenversicherung wurden in den folgenden Jahren von den Trägern der Invalidenversicherung, den Landesversicherungsanstalten, wahrgenommen. Das Vermögen der RfA wurde durch eine Treuhänderschaft verwaltet, die zunächst von einer alliierten Depotbank und später von deutschen Stellen geführt wurde. Mit der Errichtung der Bundesversicherungsanstalt für Angestellte (BfA) am 7. August 1953 wurde die Treuhandschaft aufgelöst, das Vermögen liquidiert, und der größte Teil auf die BfA übertragen. Da die BfA nur einen Teil des Vermögens übernommen hatte, wurde sie nicht Rechtsnachfolgerin der nunmehr aufgelösten RfA.

## Aufgaben
Hauptaufgabe der Reichsversicherungsanstalt für Angestellte war es, die Privatangestellten gegen Berufsunfähigkeit zu versichern und den Hinterbliebenen Renten zu gewähren. Zu den Versicherungsnehmern zählten insbesondere Angestellte in leitender Stellung, Betriebsbeamte, Büroangestellte und Handlungsgehilfen. Ab 1934 oblagen ihr zusätzlich die Aufgaben der Ersatzkassen.

## Organisation und Verwaltung
Die Reichsversicherungsanstalt für Angestellte hatte ihren Sitz in Berlin-Wilmersdorf. Ihre Organe waren das Direktorium, der Verwaltungsrat, die Rentenausschüsse und die Vertrauensmänner. Das Direktorium, das an der Spitze stand und die Anstalt gerichtlich und außergerichtlich vertrat, bestand aus einem Präsidenten, seinem Stellvertreter und weiteren beamteten Mitgliedern sowie aus drei Vertretern der Versicherten und ihrer Arbeitgeber. Der Verwaltungsrat bestand aus dem Präsidenten des Direktoriums und mindestens zwölf Vertretern der Angestellten und ihrer Arbeitgeber. Die Vertrauensmänner unterstützten die RfA ehrenamtlich bei ihren Aufgaben.

### Präsidenten
- 1912–1922: Wilhelm Koch
- 1922–1930: Theodor von Olshausen
- 1931–1937: Albert Grießmeyer